# Дмитро-Тітовська сільська рада
Дми́тро-Тіто́вська сільська рада (рос. Дмитро-Титовский сельский совет) — сільське поселення у складі Китмановського району Алтайського краю Росії.
Адміністративний центр — село Дмитро-Тітово.

## Населення
Населення — 960 осіб (2019; 1185 в 2010, 1394 у 2002).

## Склад
До складу сільської ради входять:
| Населений пункт      | Населення, осіб (2002) | Населення, осіб (2010) |
| -------------------- | ---------------------- | ---------------------- |
| Дмитро-Тітово, село  | 1248                   | 1099                   |
| Калиновський, селище | 146                    | 86                     |